# Выделение организации
Выделе́ние организации, известное также как спин-офф, (англ. spin-off, spin-out) — один из видов реорганизации, корпоративное действие, при котором компания «выделяет» раздел как отдельный бизнес или создает второе воплощение, даже если первое все еще активно. В Российской Федерации любая организация предусматривается законодательством.

## Основные сведения
В результате выделения на базе части имущества реорганизуемого юридического лица создаётся новое юридическое лицо (или несколько новых юридических лиц) с правами и обязанностями в соответствии с разделительным балансом; при этом прекращения реорганизуемого юридического лица не происходит.
Выделение осуществляется по решению учредителей (участников) либо органа юридического лица, уполномоченного на то учредительными документами, а также, в случаях, установленных законом, реорганизация юридического лица в форме выделения из его состава одного или нескольких юридических лиц осуществляется по решению уполномоченных государственных органов или по решению суда.
Процедура выделения чаще всего может происходить на базе не только университетов, но и на базе отдельных организаций, компаний. В таком случае из состава реорганизуемой компании выделяются одно или несколько самостоятельных юридических лиц, при этом, материнская организация не прекращает деятельность. Основанием для такой активности является пункт 4 статьи 58 Гражданского Кодекса Российской Федерации.
Согласно российскому законодательству, выделенная организация – это новое юридическое лицо, которое получает от материнской организации часть активов и пассивов.Такой вариант реорганизации используется как правило в тех случаях, когда материнской организации полностью принадлежат все активы. В противном случае, спин-офф может привести к началу многоуровневой структуре собственности, что снижает гибкость и оценку конечных результатов спин-офф компании.
С целью устранить данную проблему в российское законодательство была внесена поправка – ст. 19.1 Закона об акционерных обществах – это новый вид спин-офф. В результате такого выделения акции спин-офф компании вносятся в качестве уставного капитала в еще одну дочернюю компанию. В итоге, это вновь созданная компания сливается со спин-офф компанией, а акционеры получают акции непосредственно выделяемой компании.

## Сопоставление выделения спин-компании с процедурой слияния и поглощения
В контексте процедур реорганизации компании необходимо  выделить отличительные черты между процедурой выделения спин-компании и слиянием и поглощением.
| Спин-офф | Слияние и поглощение                                                                                        |
| Определенные активы предприятия отделяется от материнской организации для создания отдельного хозяйствующего субъекта | Определенный актив продается за денежные средства или другие ресурсы                                        |
| Доля в новом предприятии распределяется между существующими стейкхолдерами материнской организации                    | Материнская компания может использовать долю для стратегических целей или распределить между стейкхолдерами |
| Как правило, выделенный капитал не облагается налогами, он рассматривается как вклад в уставный капитал компании      | Процедура продажи компании облагаются налогами                                                              |
| Вероятность спин-офф повышается с операционным риском активов выделяющейся компании                                   | Вероятность продажи части активов понижается с увеличением стоимости налогов                                |

## Спин-компании: определение
Спин — отделение дочерней компании от своей материнской компании путём выпуска акций. Акционеры материнской компании получают акции обособившейся компании пропорционально своим первоначальным владениям. Аналогичное понятие существует и в других странах и носит название «spin-off» или «spin out».
Спин-компании могут создаваться как на основе корпоративных структур – предприятий, активно занимающихся НИОКР и желающих выйти с результатами научно-исследовательских разработок на рынок, так и на основе академических структур – университетов, исследовательских институтов, научных организаций, стремящихся коммерциализировать результаты своей научной деятельности.  Важными результатами деятельности спин-компаний является коммерциализация результатов научной деятельности, дополнительный доход в бюджет материнской компании, а также усиление инновационной активности компании-учредителя.
Корпоративные спин-офф компании как правило финансируются за счет корпоративных венчурных фондов (при их наличии в материнской компании). Они существуют для усиления рыночных возможностей компании через расширение ассортимента инновационной продукции, улучшения существующих технологий и формирования новых технологических продуктов, мониторинге рыночных тенденций, отслеживании точек роста и драйверов развития рынка.
Не все корпорации имеют в своей структуре венчурные фонды. Первая необходимость в их создании появляется с момента появления избыточного капитала и инвестировании в будущую конкурентоспособность. Затем, структуре компании необходимо подстроиться под внутреннее производство инноваций, трансфер инноваций из внутренней среды компании

## Цели создания
1. Повышение эффективности ведения бизнеса, завоевание конкурентного преимущества для дальнейшего роста.
2. Повышение маневренности новой спин-офф компании, смягчение громоздкой организационной структуры материнской компании (корпорации) через сокращение фокуса.
3. Раскрытие  дополнительной стоимости компании за счет освобождения материнской компании от непрофильного бизнеса, который все же представляет  для неё бизнес-интерес.
4. Снижение налоговых или нормативных ограничений.
5. Развитие параллельных технологий, на которые у материнской компании нет времени и финансов.
6. Диверсификация основных направлений компании.

## Виды спин-компаний
Спин-офф - дочерняя компания, выделенная с целью вывода продукта на рынок, не относящийся к основному для материнской компании.  При выделении отдельной организации происходит трансферт технологий, научно-технический трансферт, то есть  технология инициирует создание нового продукта.
Спин-компании основываются на базе технологии или разработки, созданной материнской компанией с одной целью – внедрить объект научно-исследовательской деятельности на рынок.
Таким образом, спин-офф компании представляют собой компании-отпрыски, выделяющиеся из материнской компании с целью самостоятельной разработки, освоения и внедрения на рынок нового продукта или технологии. Компании такого рода чаще всего создаются посредством преобразования подразделения материнской компании в самостоятельное юридическое лицо. При этом, компания, организованная по модели «спин-офф», выделяется из состава предприятия (либо научной организации), преобразуется в аффилированное предприятие с утратой управленческого контроля материнской фирмы над спин-офф компанией.
Спин-аут компании сохраняют подконтрольность со стороны создавшего их предприятия (научной организации) в части финансовых и оперативных связей. Это может быть финансовый контроль, административное обслуживание, поддержка в области руководства, консультативная деятельность. Спин-аут фирмы «отпочковываются» от материнской компании, но сохраняют с ней тесные связи. Преимуществом создания компаний по типу «спин-аут» является возможность поддержки деятельности спин-компаний на ранних стадиях посредством прямой финансовой помощи, предоставления на льготных условиях помещений и специального оборудования материнской компании.

## Особенности коммерциализации инновации через спин-компании
В спин-офф компаниях, как и в любых других компаниях, оценивают всеобщие признанные критерии коммерциализации технологий, однако существуют и некоторые особенности рассмотрения именно спин-офф компаний
| Критерий коммерциализации инновации | Описание стратегии поведения для spin-компании |
| Рынок                               | Создание нового рынка, принципиально новой технологии. Улучшающие технологии, как правило, не находят дальнейшего применения. |
| Финансы                             | Спин-офф в основном происходит, когда компания достигает высоких оборотов и способна высвободить часть свободных денежных активов для завоевания долгосрочного конкурентного преимущества. В этот период в компании наблюдается положительная накопленная доходность вокруг даты объявления о сделках дивестирования.                                 |
| Стадия проекта                      | Инвестиции играют решающую роль в создании спин-офф компаний, однако вряд ли кто-нибудь будет инвестировать в технологические наработки на их ранней стадии. Ни одна компания не будет выделять из себя капитал без наглядного макета или прототипа. Более того, уверенность придает тот проект, в котором защищена интеллектуальная собственность.   |
| Человеческий капитал                | Очень часто, особенно в университетах, создатели идеи – это деятели науки, не обладающие компетенциями для успешного создания продукта, запуска бизнеса, а тем более его вывода на рынок. Поэтому инвесторы оценивают наличие людей в команде спин-компании, имеющих опыт и/или знание в коммерциализации инновационных разработок и ведение бизнеса. |

Секторы, в которых отмечается высокий уровень реструктуризации компаний, таких как энергетика, телекоммуникации и производство, являются основными источниками сделок spin-off, в то время как сектор услуг в основном пополняют выделившиеся компании. Очень распространенной точкой зрения является то, что в отраслях, в которых создаются новые технологии в результате исследований, увеличивается вероятность сделок spin-off.